# Werk 1 (Gossau SG)

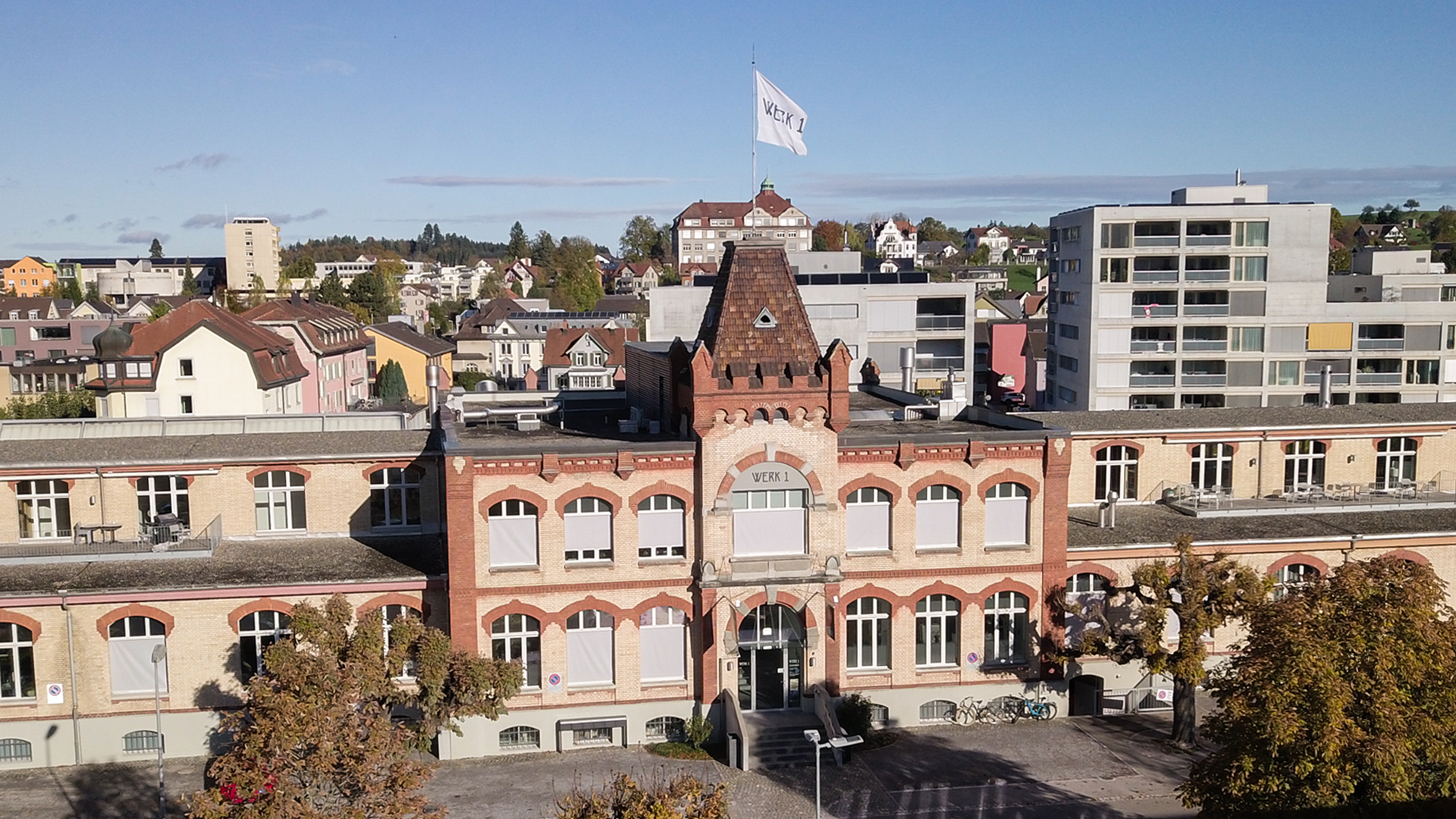
Das «Werk 1». Aufnahme aus dem Jahr 2023.

«Werk 1» ist eine ehemalige Schifflistickfabrik an der Fabrikstrasse 7 in Gossau SG in der Schweiz. Der im 1900 nach Plänen des St. Galler Architekten Wendelin Heene errichtete Bau ist ganz dem Historismus verpflichtet. Das aussergewöhnliche Sichtbacksteingebäude, reich durchgestaltet mit gelben und roten Steinen, ist eine symmetrische Zweiflügelanlage. Sie hat einen zweigeschossigen Mittelteil über sieben Achsen, der von einem turmartigen Aufbau bekrönt wird. Der Mittelbau mit dem rundbogigen Eingangsportal und seinem zinnenbekrönten Gesimse erinnert an eine mittelalterliche Burganlage. Aussergewöhnlich ist auch der Querschnitt der beiden Seitenflügel. Die dreischiffigen Hallen haben über dem Mittelschiff einen Aufbau wie bei einer Basilika. Dort war die Ausrüsterei untergebracht. Die Flügelbauten über je neun Fensterachsen werden von einem leicht geneigten Satteldach gedeckt. Der parallel zum Dorfbach angelegte Komplex hat seine Mittelachse genau auf die Lindenwiesstrasse ausgerichtet.

## Geschichte
Bauherrin der ursprünglichen «Schifflistickfabrik mit Motorbetrieb» war die St. Galler Stickereifirma Alder & Rappolt, ab 1903 Rappolt & Co. In den Jahren 1906 und 1907 erfolgte eine Erweiterung nach Norden, damit 22 neue Schifflimaschinen mit 10 Yard Länge Platz finden konnten. Der Bau von 1900 war nur für Maschinen von 63/4 Yard ausgelegt worden. Zur Zeit der grössten Blüte umfasste die Fabrik 81 Schifflistickmaschinen. 
1915 erfolgte der Verkauf an Charles Wetter und seine Automatenstickerei. 1928 übernahm die Textilwerk AG neben der Daltroff’schen Fabrik auch diese Anlage. 1956 kaufte die Matratzenherstellerin A. Fröhlich & Co., bekannt geworden als Happy-Bettenfabriken AG, beide Fabrikanlagen, was dem Bau die Bezeichnung «Happy-Schloss» eintrug. Mit dem Verkauf an Hilding Anders 2008 war das Schicksal der für das Gossauer Stadtbild prägenden Fabrik besiegelt. Die Hilding Anders Switzerland AG vereinigten 2012 die beiden Marken Happy und Bico unter einem Dach. Neuer Firmensitz ist Schänis. Die Produktion in Gossau wurde aufgegeben. 
2012 reichte die neue Grundeigentümerin, die 3 F Immo AG, ein Umnutzungsprojekt der Sigrist Architekten AG aus St. Gallen ein. Seit 2014 belebt der Gastronomiebetrieb «Werk 1» die ehemalige Stickereifabrik im Erdgeschoss, daneben sind Büros, eine Ludothek und im nördlichen Anbau die Stadtbibliothek untergebracht, im Obergeschoss finden sich Büroräumlichkeiten einer Bank.
Der Mehrzweck-Gewerbebau prägt mit seinen dominanten Ausmassen und der lebendig wirkenden Fassade die Kreuzung Säntisstrasse / Fabrikstrasse. Die umgenutzte Anlage gehört aus Sicht der kantonalen Denkmalpflege zu den schönsten historischen Industriebauten – nicht nur in Gossau, sondern in der ganzen Region. 